# Homs – Ein zerstörter Traum

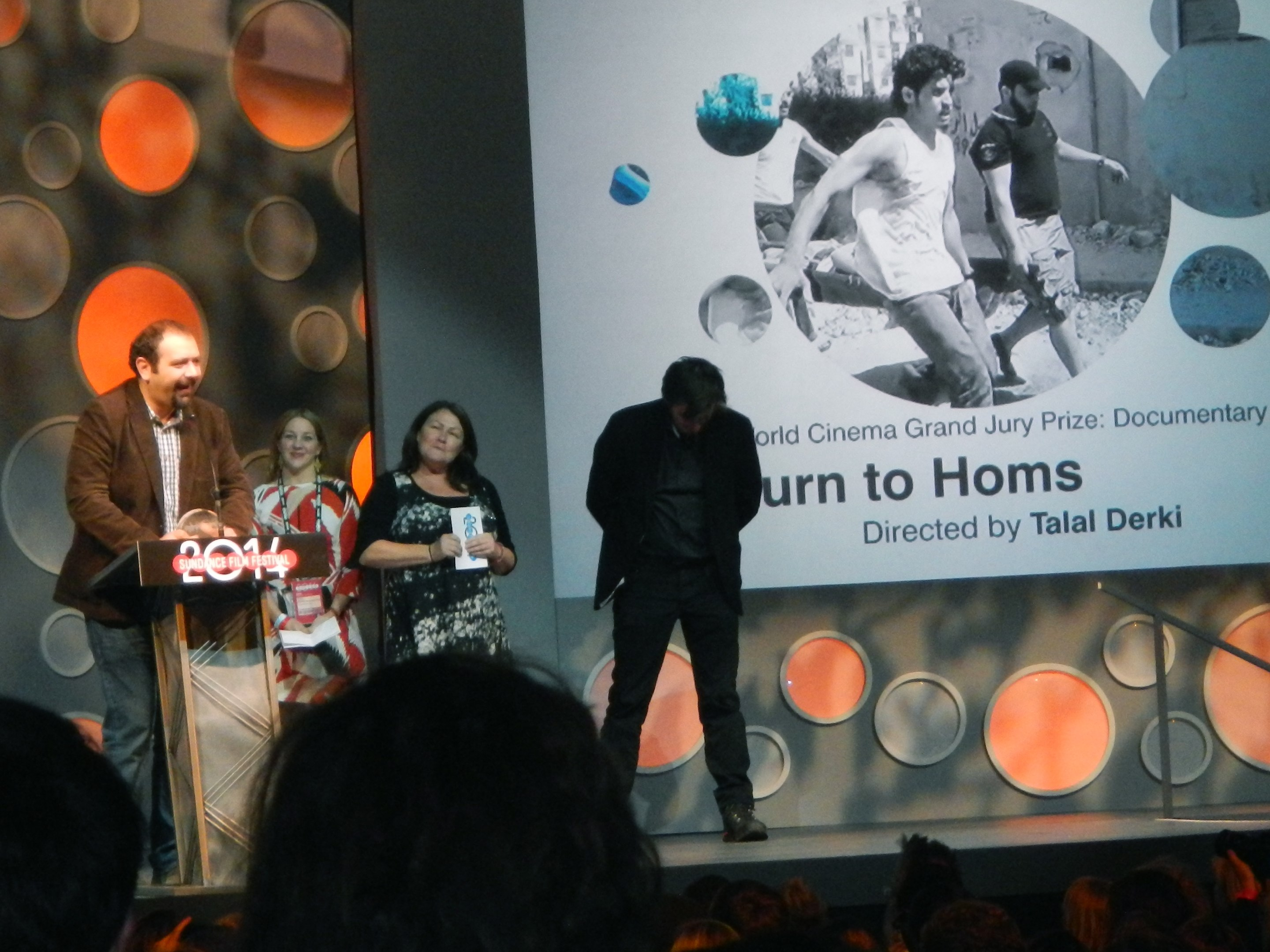
Auszeichnung auf dem Sundance Film Festival 2014

Homs – Ein zerstörter Traum ist ein syrisch-deutscher Dokumentarfilm des Regisseurs und Autors Talal Derki. Es ist eine Coproduktion der syrischen Produzenten Orwa Nyrabia und Diana El Jeiroudi der Firma „Proaction Film“ und der Berliner Produzenten „Ventana-Film“ von Hans Robert Eisenhauer mit den Fernsehsendern Südwestrundfunk (SWR), ARTE und der schwedischen Sveriges Television (SVT). Weitere beteiligte Fernsehsender sind das Schweizer Fernsehen RTS, der japanische Sender NHK und der kanadische Sender „Radio Canada“. Die Redaktion liegt bei Gudrun Hanke-El Ghomri (SWR), Claudia Bucher (ARTE), Axel Arnö (SVT), Tomoko Okutsu (NHK), Gaspard Lamuniere (TSR) und Jean Pelletier (CBC – Radio Canada).
Die Premiere des Films wurde am 20. November 2013 beim 26. International Documentary Film Festival Amsterdam (IDFA) in den Niederlanden gezeigt. Die TV-Erstausstrahlung in Deutschland erfolgte am 4. März 2014 bei Arte.
Der Produzent Orwa Nyrabia wurde wegen dieses Films von syrischen Sicherheitskräften für drei Wochen inhaftiert. Er lebt heute mit seiner Frau in Berlin.

## Inhalt
In dem Dokumentarfilm geht es um den Bürgerkrieg in Syrien. Der Regisseur Talal Derki begleitet von August 2011 bis August 2013 zwei Freunde in der Stadt Homs, die Demonstrationen gegen das diktatorische Regime von Staatspräsident Baschar al-Assad organisieren. Nachdem die syrischen Sicherheitskräfte militärisch gegen die Demonstranten vorgehen, entschließen sich die zunächst pazifistisch eingestellten Freunde sich zu bewaffnen und werden Widerstandskämpfer gegen das Assad-Regime. Die Dokumentation zeigt dabei den Werdegang der Hauptfigur Abdul Baset Al-Sarout, vom Torwart einer Fußball-Jugendmannschaft zum Kommandanten einer kleinen Gruppe von Kämpfern auf der Seite der Freien Syrische Armee in der mit der Kamera nah am Geschehen der grausame Bürgerkrieg in einer zerstörten Stadt gezeigt wird.

## Auszeichnungen
- Sundance Film Festival 2014: Ersten Preis in der Kategorie „World Cinema Grand Jury Prize: Documentary“.

## Rezensionen
- FAZ vom 4. März 2014[3]
- sueddeutsche.de 4. März 2014[2]